# Шоколад с чуррос

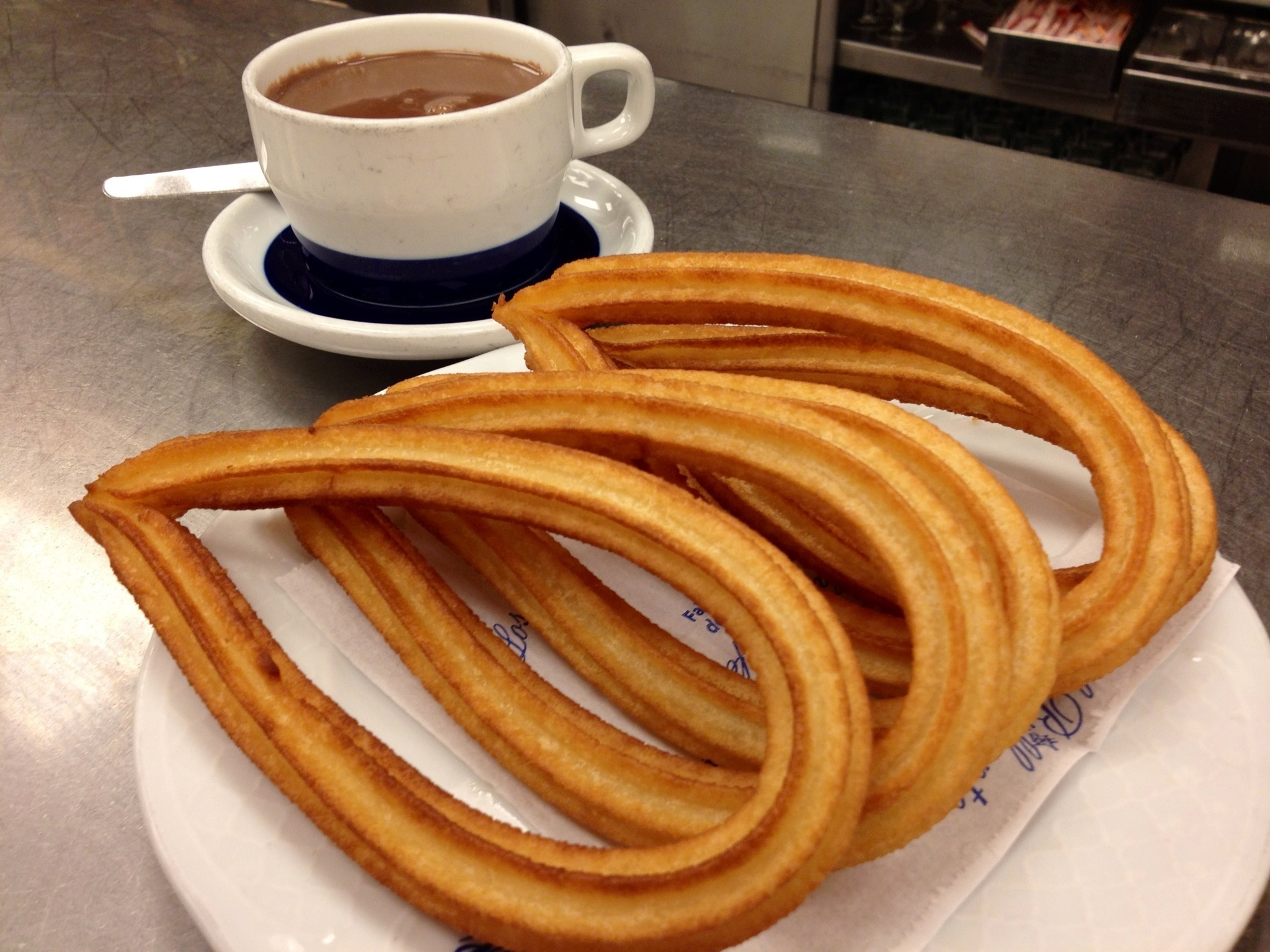
Шоколад с чуррос по-мадридски

Шоколад с чуррос (исп. chocolate con churros) — десертное блюдо испанской кухни, традиционный завтрак или, реже, полдник в Испании. Особенно популярно в зимнее время. При заказе шоколада с чуррос в Испании сервируют небольшую чашку очень густого за счёт добавления кукурузной муки горячего шоколада и 6—8 штук свежих чуррос, обычно горячих на севере страны и остывших — на юге, к которым часто прилагается сахар для посыпки. Чуррос берут руками и едят, макнув в шоколад, оставшийся и остывший шоколад допивают как напиток.
Дешёвые в приготовлении чуррос были популярным завтраком в Мадриде ещё в начале XIX века, предположительно благодаря передвижным ярмаркам. Как появился обычай макать чуррос в шоколад, доподлинно не известно. Классическое заведение, в котором готовят чуррос, называется чуррери́я. Шоколад с чуррос предлагают также бары, кофейни и кафе. Самый известный шоколад с чуррос в Мадриде — в шоколатерии «Сан Хинес». Испанцы обычно отправляются в чуррерии компаниями, чтобы пообщаться. С шоколадом и чуррос проводят встречи с избирателями испанские политики. Чуррерии открываются очень рано: раньше их клиентами в пять или шесть часов утра были рабочие, которые приходили позавтракать перед сменой, ныне в чуррериях ни свет ни заря, перед тем как отправиться по домам, появляется завтракать прогулявшая всю ночь молодёжь. Шоколад с чуррос считается эффективным средством для предотвращения похмелья. Ажиотажный спрос на шоколад с чуррос наблюдается в Испании ранним утром 1 января.
Традиция макать чуррос в шоколад пришлась по вкусу не только испанцам: чуррос с шоколадом популярны во многих испаноязычных странах Южной Америки, кафе, предлагающие это блюдо, открылись в Японии и Индонезии.